# Władysław Łukasik
Władysław Marian Łukasik (ur. 1955) – polski ekonomista, menedżer i urzędnik państwowy, doktor nauk ekonomicznych, w 1995 prezes Agencji Restrukturyzacji i Modernizacji Rolnictwa, w latach 2008–2011 prezes Agencji Rynku Rolnego.

## Życiorys
W 1979 ukończył studia na Wydziale Nauk Ekonomicznych Uniwersytetu Warszawskiego, gdzie w 1987 uzyskał stopień doktora nauk ekonomicznych. Był asystentem i adiunktem w Katedrze Ekonomii Politycznej macierzystego wydziału. W 2006 został absolwentem podyplomowego studium administrowania funduszami unijnymi w Szkole Głównej Handlowej.
Pracował na stanowiskach kierowniczych w urzędach i spółkach państwowych. Był głównym specjalistą w Urzędzie Rady Ministrów i doradcą wicepremiera, następnie doradcą podsekretarza stanu w Ministerstwie Przekształceń Własnościowych, odpowiedzialnym za Wydział Prywatyzacji Przedsiębiorstw z Otoczenia Rolnictwa. Później piastował stanowiska wicedyrektora warszawskiego oddziału Agencji Własności Rolnej Skarbu Państwa i wiceprezesa ds. ekonomiczno-finansowych Agencji Restrukturyzacji i Modernizacji Rolnictwa, gdzie w 1995 był przez niespełna rok prezesem. Następnie pozostawał prezesem zarządu Mazowiecko-Kujawskiej Spółki Cukrowej, dyrektorem Departamentu Inwestycji Kapitałowych w Banku Gospodarki Żywnościowej, prezesem zarządu Browarów Bydgoskich Kujawiak. W latach 2002–2003 był prezesem zarządu Krajowej Spółki Cukrowej i do momentu inkorporacji równocześnie Lubelsko-Małopolskiej Spółki Cukrowej i Poznańsko-Pomorskiej Spółki Cukrowej. Piastował następnie stanowiska dyrektora Biura Inspekcji Wydatków Interwencyjnych i zastępcy dyrektora Biura Audytu i Kontroli w Ministerstwie Rolnictwa i Rozwoju Wsi. Pomiędzy grudniem 2007 a majem 2008 był pierwszym zastępcą prezesa Kasy Rolniczego Ubezpieczenia Społecznego, a od maja 2008 do 29 grudnia 2011 był prezesem Agencji Rynku Rolnego.
16 lipca 2012 „Puls Biznesu” ujawnił nagranie rozmowy między Władysławem Łukasikiem a działaczem partyjnym i rolniczym Władysławem Serafinem, w której pierwszy z nich sugerował nepotyzm i niegospodarność w spółkach Skarbu Państwa, jakich mieli się dopuszczać działacze PSL uznawani za związanych z Markiem Sawickim. W konsekwencji Marek Sawicki dwa dni później podał się do dymisji z zajmowanego stanowiska ministra rolnictwa i rozwoju wsi.
W marcu 2016 został prezesem zakładu mleczarskiego Lacpolu w Piotrkowie Kujawskim.

## Życie prywatne
Jego brat Tadeusz był głównym księgowym Agencji Restrukturyzacji i Modernizacji Rolnictwa.